# حارة جدر العليا (صنعاء)

تعديل مصدري - تعديل

جدر العليا هي إحدى حارات حي سدس احداق بمدينة الروضة شمال العاصمة اليمنية "صنعاء"، بلغ تعداد سكانها 523 نسمة حسب تعداد اليمن لعام 2004.